# Sporopodium leprieurii
Sporopodium leprieurii är en lavart som beskrevs av Mont. 1851. Sporopodium leprieurii ingår i släktet Sporopodium och familjen Ectolechiaceae.   Inga underarter finns listade i Catalogue of Life.